# Splendrillia basilirata
Splendrillia basilirata é uma espécie de gastrópode do gênero Splendrillia, pertencente a família Drilliidae.